# Carla Corso
Carla Corso (Verona, 1946) è un'attivista e scrittrice italiana.

## Biografia
Nel 1982 ha fondato insieme a Pia Covre e ad altre colleghe il Comitato per i diritti civili delle prostitute (CDCP), al fine di dare aiuto alle persone prostitute. Il comitato ha lo scopo di far riconoscere il mestiere di prostituta e abolire il reato di favoreggiamento, modificando la legge Merlin al fine di permettere le cooperative di lavoratrici sessuali. Nel 2004 il CDCP, di cui Carla è presidente, ha ottenuto l'iscrizione all'anagrafe delle ONLUS.
Sempre con la collaborazione di Pia, Carla Corso ha costituito nel 1985 il giornale Lucciola.
Carla, che vive a Pordenone, ha smesso di esercitare la prostituzione prima dell'anno 2000. Attualmente collabora con varie istituzioni al fine di effettuare una prevenzione sanitaria per le prostitute; coordina inoltre per l'Italia il progetto di prevenzione TAMPEP della CEE.

## Opere
- 1991 - Carla Corso e Sandra Landi - Ritratto a tinte forti - Ed. Giunti - ISBN 8809603729
- 1998 - Carla Corso e Sandra Landi - Quanto vuoi? Clienti e prostitute si raccontano - Ed. Giunti - ISBN 8809212878
- 2003 - Carla Corso e Ada Trifirò - ...e siamo partite! Migrazione, tratta e prostituzione straniera in Italia - Ed. Giunti - ISBN 8809029437